# Disco Ensemble
Disco Ensemble war eine Post-Hardcore-Band aus der finnischen Stadt Ulvila, die auch mit Punkrock bzw. Indierock in Verbindung gebracht wird.

## Geschichte
Die Band wurde Ende der 1990er-Jahre von Jussi Ylikoski und Mikko Hakila unter dem Namen Disco gegründet. Später erweiterten sie ihren Namen wegen Gleichheit mit dem finnischen Popduo Disco. Seit 2000 ist Koivisto der Sänger. Das Debütalbum Viper Ethics erschien 2003 und enthielt mit Videotapes bereits eine finnische Top-20-Chartsingle. Sowohl das zweite Album First Aid Kit (2005) als auch die beiden ausgekoppelten Singles We Might Fall Apart und Black Euro erreichten die finnischen Top Ten. Das Stück Black Euro hat als Introsong für das PC-Konsolenspiel Moto GP 08 von Capcom Verwendung gefunden.
Neben regelmäßigen Konzerten in Skandinavien absolvierte die Band mehrfach Tourneen durch Europa, insbesondere Deutschland, Schweiz und Großbritannien. Im Sommer 2006 spielen Disco Ensemble auf mehreren europäischen Open-Air-Festivals (z. B. Rock am Ring und Rock im Park in Deutschland, Nova Rock in Österreich, Hultsfredfestival in Schweden, Roskilde-Festival in Dänemark, OpenAir St. Gallen in der Schweiz). Im Herbst 2006 fand eine Europatour zusammen mit Gogol Bordello und Danko Jones statt, die durch sieben Länder führte. Im Dezember tourten sie noch als Vorband für Madsen durch Deutschland. Des Weiteren traten sie im Januar 2008 als Vorband bei Konzerten in Deutschland für Linkin Park auf. In diesem Jahr sind sie ebenfalls mit den Donots auf Tour gewesen.
Am 9. Mai 2008 erschien das dritte Studioalbum der Band, das den Namen Magic Recoveries trägt. Die Singleauskopplungen waren Bad Luck Charm sowie Headphones zu denen jeweils auch ein Video erschien.
Im Mai 2009 erschien die EP Back on the MF Street. Sie umfasste neben vier auf dem Album Magic Recoveries nicht verwendeten Aufnahmen (Back on the MF street, Golden Years, The Alps und Abandoned) auch zwei Remixe der Singleauskopplung Bad Luck Charm. Der Song Golden Years wurde auf dem PC-Konsolenspiel „NHL 10“ als Teil des Soundtracks verwendet.
Am 24. Februar 2010 wurde die erste Single White Flag for Peace des noch unbenannten neuen Albums veröffentlicht. Die zweite Single Protector wurde als Gratisdownload angeboten. Das Album The Island of Disco Ensemble erschien am 26. Mai 2010 bei Fullsteam Records. Die Band präsentierte es im späteren Verlauf des Jahres auf einer Europatour. 
Anfang 2012 kündigte Disco Ensemble ihr neues Album für den Herbst an, am 22. August wurde die erste Single-Auskopplung Second Soul veröffentlicht, das damit verbundene Album Warriors am 21. September. 
Die Filmmusik zur deutschen Filmkomödie Kokowääh 2 aus dem Jahr 2013 von und mit Til Schweiger stammt unter anderem von der Band. In 12 Konzerten gastiert die Band im August/September 2013 in Deutschland.
Als es nach dem Release von Warriors etwas ruhiger um Disco Ensemble geworden war, verlautete die Band im Oktober 2014, dass Sänger Miikka Koivisto unter dem Namen Hisser und Gitarrist Jussi Ylikoski unter dem Namen Big Pharma jeweils an individuellen Projekten arbeiten. Das solle jedoch nicht bedeuten, dass Disco Ensemble am Ende sei. Die Alben Hisser (Miikka Koivisto, Hisser) und Freedom Juice (Jussi Ylikoski, Big Pharma) erschienen 2015. 
Im Oktober 2016 veröffentlichte Disco Ensemble die Single Fight Forever, die der Vorbote des kommenden Albums Afterlife ist, das am 27. Januar 2017 erschien.
Ende 2018 spielte die Band eine Abschiedstour und löste sich daraufhin auf.

## Diskografie

### Alben
- Viper Ethics (Fullsteam Records, 2003)
- First Aid Kit (Fullsteam Records, 2005)
- Magic Recoveries (Fullsteam Records, 2008)
- The Island of Disco Ensemble (Fullsteam Records, 2010)
- Warriors (Fullsteam Records, 2012)
- Afterlife (Fullsteam Records, 2017)

### Singles
- Memory Three Sec (EP, 2000)
- Ghosttown Effect (EP, 2001)
- Turpentine (2002)
- Transatlantic (2002)
- Mantra (2003)
- Videotapes (2004)
- We Might Fall Apart (2005)
- Black Euro (2005)
- Drop Dead, Casanova (2006)
- Bad Luck Charm (2008)
- Headphones (2008)
- Back on the MF Street EP (2009)
- White Flag for Peace (2010)
- Protector (2010)
- Lefty (2010)
- Undo (2011)
- Second Soul (2012)
- Eartha Kitt (2012)
- Spade Is the Anti-Heart (2012)
- Fight Forever (2016)
- Nothing More (2017)